# 994

## Esdeveniments
- Otó III assoleix la majoria d'edat i inicia el seu regnat com a emperador del Sacre Imperi.
- Alemanya: fundació de les ciutats de Quedlinburg i Stade.
- Anse (França): s'hi esdevé el Concili de la Pau de Déu.

## Naixements
- 7 de novembre - Còrdova: Ibn Hazm, poeta i filòsof andalusí (m. 1064).

## Necrològiques
Països Catalans
- Ermengarda d'Empúries, comtessa regent del Comtat de Besalú.

Resta del món
- Sanç Garcés, rei de Navarra (970 - 994).
- Leopold I, Marquès d'Àustria.
- Mayeul, abat de Cluny.
- 28 d'octubre, Regne d'Anglaterra: Sigeric el Seriós, bisbe de Canterbury.